# Tîrnova (Dondușeni)
Tîrnova è un comune della Moldavia situato nel distretto di Dondușeni di 4.606 abitanti al censimento del 2004

## Località
Il comune è formato dall'insieme delle seguenti località: (popolazione al 2004)
- Tîrnova (4.293 abitanti)
- Briceva (305 abitanti)
- Elenovca (8 abitanti)